# Entrada de Cristo en Jerusalén (van Dyck)
La entrada de Cristo en Jerusalén es una pintura al óleo de 1617 del artista flamenco Anton van Dyck, que se encuentra en la colección del Museo de Arte de Indianápolis, que se encuentra en la ciudad de Indianápolis, Indiana, Estados Unidos. Representa la entrada de Jesús en Jerusalén tal como se describe en los Evangelios de la Biblia, acontecimiento que se celebra el Domingo de Ramos.

## Descripción
La presentación de Van Dyck de la entrada de Jesús en Jerusalén es bastante coherente con los relatos bíblicos. El potro de asno sobre el que cabalga está casi totalmente envuelto por sus vestiduras de ricos colores azul y carmesí. Le rodean sus discípulos a pie, y es recibido con júbilo por una multitud de lugareños que colocan ramas a su paso. Es una obra muy juvenil y vigorosa, llena de colores brillantes y pinceladas cortantes. La inquietud y la musculatura de las figuras son muy propias de Barroco. El naturalismo y el gran tamaño de las figuras les confieren una enorme inmediatez, lo que confiere dramatismo a la narración.

## Información histórica
Pintada cuando Van Dyck tenía sólo unos 18 años, la Entrada de Cristo en Jerusalén demuestra su temprano dominio del medio. Ya era el principal ayudante de Peter Paul Rubens. Aunque ya estaba trabajando en el desarrollo de su propio estilo, más robusto, van Dyck estaba muy influenciado por Rubens, como se puede ver en los colores vibrantes, la composición dinámica y la gran escala.

### Historial de exposiciones
De noviembre de 2012 a marzo de 2013, este cuadro se expuso en el Museo del Prado como parte de una muestra titulada «El joven van Dyck». Esta exposición, que abarcaba su producción entre los 16 y los 22 años, reunía unas 90 obras de cuando residía en Amberes. Entre ellas, 30 grandes y ambiciosas obras como La entrada de Cristo en Jerusalén. Esta obra en concreto, sin embargo, se consideró una de las más experimentales, ya que el joven artista buscaba aumentar el impacto visual de sus obras.

### Adquisición
La Entrada de Cristo en Jerusalén fue adquirida por el Sr. y la Sra. Herman C. Krannert en 1958 como regalo para la Herron School of Art, que más tarde se convertiría, en parte, en el Museo de Arte de Indianápolis. Actualmente se exhibe en la Galería William C. Griffith Jr. y Carolyn C. Griffith, con el número de ingreso 58.3.